# Bryna Kra
Pour les articles homonymes, voir Kra.
Bryna Rebecca Kra (née le 6 octobre 1966) est une mathématicienne américaine qui travaille dans les systèmes dynamiques et la théorie ergodique, et qui utilise des méthodes dynamiques pour résoudre des problèmes en théorie des nombres et en combinatoire. Elle a apporté des contributions à la théorie de la structure des facteurs caractéristiques les moyennes ergodiques multiples.

## Carrière
Elle obtient une licence à l'Université Harvard en 1988, à l'âge de 22 ans, puis son Ph. D. à l'Université Stanford en 1995 sous la direction de Yitzhak Katznelson avec une thèse intitulée Commutative groups of diffeomorphisms of the circle. Elle occupe des postes postdoctoraux à l'université hébraïque de Jérusalem, l'université du Michigan, l'Institut des hautes études scientifiques et à l'université d'État de l'Ohio, avant de rejoindre la faculté de mathématiques de l'Université d'État de Pennsylvanie en tant que professeur assistant. Depuis 2004 Bryna Kra est professeure de mathématiques à l'université Northwestern, où elle est titulaire d'une chaire de 2009 à 2012.

## Prix et distinctions
En 2010 Kra reçoit le Prix Levi Conant pour la clarté de l'exposé de son article « The Green–Tao theorem on arithmetic progressions in the primes: an ergodic point of view »,. En 2006, elle est conférencière invitée au congrès international des mathématiciens à Madrid avec une conférence intitulée From combinatorics to ergodic theory and back again, et elle est nommée fellow de l'AMS la même année. En 2012, elle devient membre de l'American Mathematical Society (AMS). De 2010 à 2014 elle est membre du Comité Exécutif de l'AMS, en 2014, elle est élue au Comité Exécutif de l'Association pour les Femmes en Mathématiques et en 2015, elle est élue au Conseil d'administration de l'AMS. En 2016, elle devient membre de l'Académie américaine des arts et des sciences.

## Relations familiales
Bryna Kra est la fille du mathématicien Irwin Kra.